# Теоудоур Ельмар Б'яднасон
Заголовок цієї статті — це ісландське ім'я, де Теоудоур Ельмар — особове ім'я, а Б'яднасон — ім'я по батькові. 
Теоудоур Ельмар Б'яднасон (ісл. Theódór Elmar Bjarnason, нар. 4 березня 1987, Рейк'явік) — ісландський футболіст, нападник данського «Орхуса» і національної збірної Ісландії.
Чемпіон Шотландії. Володар Кубка Шотландії.

## Клубна кар'єра
У дорослому футболі дебютував 2003 року виступами за команду клубу «КР Рейк'явік», в якій провів один сезон, взявши участь лише у 10 матчах чемпіонату. 
Своєю грою за цю команду привернув увагу представників тренерського штабу клубу «Селтік», до складу якого приєднався 2004 року. Провів у Глазго наступні чотири сезони своєї ігрової кар'єри, проте до складу головної команди клубу потрапляв лише зрідка, здебільшого у кубкових турнірах. За цей час, утім, виборов титул чемпіона Шотландії, ставав володарем Кубка Шотландії.
Згодом з 2008 по 2015 рік грав у складі команд клубів «Люн», «Гетеборг» та «Раннерс».
До складу клубу «Орхус» приєднався у червні 2015 року. Відтоді встиг відіграти за команду з Орхуса 16 матчів в національному чемпіонаті.

## Виступи за збірну
У 2007 році дебютував в офіційних матчах у складі національної збірної Ісландії. Наразі провів у формі головної команди країни 22 матчі.

## Титули і досягнення
- Чемпіон Ісландії (1):

КР: 2003
- Володар Суперкубка Ісландії (1):

КР: 2003
- Чемпіон Шотландії (1):

«Селтік»: 2006–07
- Володар Кубка Шотландії (1):

«Селтік»: 2006–07